# Механическое сопряжение
Механическое сопряжение — устройство контактной сети, предназначенное для разделения анкерных участков электрифицированной железной дороги.
Механическое сопряжение часто бывает трехпролетным, реже двухпролетным.
Устраивается механическое сопряжение через каждые 1600 м на участках переменного тока и 1400 м на участках постоянного тока, в отдельных случаях может быть 1800 м.
Отличается механическое сопряжение от изолирующего сопряжения разделением механических характеристик контактной подвески, а не секционирующим предназначением.